# René Bériard
 (février 2009).
Si vous disposez d'ouvrages ou d'articles de référence ou si vous connaissez des sites web de qualité traitant du thème abordé ici, merci de compléter l'article en donnant les références utiles à sa vérifiabilité et en les liant à la section « Notes et références ».
René Bériard est un acteur français, né le 25 septembre 1917 dans le 10e arrondissement de Paris et mort le 5 décembre 1998 dans le 20e arrondissement de Paris.
Interprète à l'écran de divers rôles secondaires pour la télévision ou le cinéma, il reste essentiellement actif dans le doublage.
Il a notamment prêté sa voix à de nombreux acteurs de péplums et de films d'horreur dans les années 1960.

## Biographie

### Vie privée
Il était marié à l'actrice Jacqueline Moresco (série Les Boussardel, 1972).

## Théâtre
- 1968 : Gugusse de Marcel Achard, mise en scène par Michel Roux, théâtre de la Michodière

## Filmographie

### Cinéma
- 1967 : Ces messieurs de la famille de Raoul André : le voisin de Pelletier
- 1973 : Avortement clandestin de Pierre Chevalier
- 1974 : Q  de Jean-François Davy
- 1976 : Calmos de Bertrand Blier
- 1976 : Les vécés étaient fermés de l'intérieur de Patrice Leconte : le majordome
- 1977 : Le Passé simple de Michel Drach
- 1981 : Le Choix des armes d'Alain Corneau
- 1984 : La Femme publique d'Andrzej Żuławski : Mgr Shlapas
- 1987 : Si le soleil ne revenait pas de Claude Goretta : Le curé

### Télévision
- 1961 : Les Concini, téléfilm de Jean Kerchbron
- 1962 : Font-aux-cabres, téléfilm de Jean Kerchbron : le juge
- 1962 : Le Temps des copains (série) de Robert Guez : un agent de police (épisodes 80, 86, 87)
- 1964 : L'Abonné de la ligne U - épisode 15 : La Nuit de la rançon avant minuit de Yannick Andréi
- 1964 : Le Mystère de la chambre jaune, téléfilm de Jean Kerchbron : Le directeur
- 1968 : Affaire Vilain contre Ministère public (feuilleton télévisé) :  Un greffier
- 1969 : Le Vol du Goéland, téléfilm de Jean Kerchbron :  Revillon
- 1972 : Les Boussardel (mini-série) : le maître d'hôtel
- 1972 : L'Atlantide, téléfilm de Jean Kerchbron  : le Doublard
- 1972 : François Gaillard ou la vie des autres,  feuilleton télévisé de Jacques Ertaud - épisode : Juien : le brigadier
- 1973 : Les Enquêtes du commissaire Maigret, épisode Maigret et l'Homme du banc de René Lucot
- 1973 : Chronique villageoise (mini-série) : l'expert
- 1974 : À vos souhaits, la mort, téléfilm de François Chatel : Le brigadier
- 1974 : L'aquarium, téléfilm de René Lucot : Tranquilli
- 1975 : Les Enquêtes du commissaire Maigret, épisode La Guinguette à deux sous de René Lucot : Feistein
- 1975 : Voyage avec un âne dans les Cévennes, téléfilm de Jean Kerchbron  : Boutier
- 1976 : Grand-père viking (série) : M. de Mesnil
- 1976 : La Vérité tient à un fil (série) : le greffier des Assises
- 1977 : Les Samedis de l'histoire  - téléfilm : Foch pour vaincre de Jean-François Delassus : Maxime Weygand
- 1977 : Histoire de la grandeur et de la décadence de César Birotteau (mini-série)
- 1978 : Double Détente, téléfilm de Claude-Jean Bonnardot
- 1979 : Bernard Quesnay, téléfilm de Jean-François Delassus  : Lecourbe
- 1979 : Commissaire Moulin - épisode : Fausse note de Jean Kerchbron : le père
- 1979 : Médecins de nuit de Nicolas Ribowski, épisode : Palais Royal (série télévisée) : M. Lhermitte
- 1981 : Le Piège à loups, téléfilm de Jean Kerchbron  : Samuel
- 1981 : Caméra une première - téléfilm : (saison 3, épisode 2) L'Âge d'aimer de Jean-François Delassus : Maurice

## Doublage

### Cinéma

#### Films
- Klaus Kinski dans  
  - El Chuncho (1966)  : : El Santo
  - L'Homme, l'Orgueil et la Vengeance (1967) : Lt. Miguel Garcia
  - Casse au Vatican (1968) : Clint Rogers
  - Et le vent apporta la violence (1969) : Gary Hamilton
  - Black Killer (1971) : James Webb dit « Black Killer »
  - Fou à tuer (1986) : Karl Gunther

- Peter Cushing dans :
  - La Maison qui tue (1971) : Philip Grayson
  - La Légende du loup-garou (1975) : le Pr Paul
  - L'Épée du vaillant (1984) : Seneschal / Gaspar

- Bill Baldwin dans :
  - Rocky (1976) : commentateur #1
  - Rocky 2 : La Revanche (1979) : commentateur #1
  - Rocky 3 : L'Œil du tigre (1982) : commentateur #1 des matchs Rocky Balboa vs Clubber Lang

- Burgess Meredith dans (3 films) :
  - Le Faiseur d'épouvantes (1978) : Dr Snow
  - Les Grincheux (1993) : Grand-père Gustafson
  - Les Grincheux 2 (1995) : Grand-père Gustafson

- Jay Robinson dans :
  - La Tunique (1953) : Caligula
  - Les Gladiateurs (1954) : Caligula

- Julian Beck dans  
  - Cotton Club (1984) : Sol Weinstein
  - Poltergeist 2 (1985) : le révérend Henry Kane

- 1936[2] : Tarzan s'évade : Masters (E. E. Clive) (2e doublage)
- 1943 : L'Ombre d'un doute : le révérend MacCurdy (Grandon Rhodes)
- 1952 : Moulin rouge : Anquetin (Jean Landier)
- 1952 : L'Énigme du Chicago Express : Vincent Yost (Peter Brocco)
- 1954 : Les Rebelles : Ringleader (John Verros)
- 1955 : Condamné au silence : le général Douglas MacArthur (Dayton Lummis)
- 1955 : Les Contrebandiers de Moonfleet : le major Hennishaw  (Lester Matthews)
- 1956 : Les Dix Commandements : Abiram (Frank DeKova)
- 1956 : Je reviens de l'enfer : Hank (Malcolm Atterbury)
- 1957 : Règlements de comptes à OK Corral : John P. Clum (Whit Bissell)
- 1957 : Terre sans pardon : Dr. Graham (Frank Cady)
- 1960 : David et Goliath : Lazare (Umberto Fiz)
- 1960 : Meurtre sans faire-part : Dr Kessler (John Wengraf)
- 1960 : Chérie recommençons : Manning (C.S. Stuart)
- 1960 : La Longue Nuit de 43 : le commissaire régional Bolognesi (Carlo Di Maggio)
- 1961 : Les Canons de Navarone : Baker (Allan Cuthbertson)
- 1961 : Barabbas : l'empereur (Ivan Triesault)
- 1961 :  Hercule à la conquête de l'Atlantide : le chef des gardes (Raf Baldassarre)
- 1961 : Les Chevaliers du démon : Higgins (Tutte Lemkow)
- 1961 : Le Roi des imposteurs : le commandant Tirdell (Frank Maxwell)
- 1962 : Maciste en enfer : le bourgmestre (John Karlsen)
- 1962 : Sept épées pour le roi : Corvo (Gabriele Tinti)
- 1962 : Les Sept Gladiateurs : Hiarba (Gérard Tichy)
- 1962 : Le Cheik rouge : Yussuf (Glauco Onorato)
- 1962 : Maciste contre les géants : le chef des esclaves (Vittorio Sanipoli)
- 1962 : Lutte sans merci : le collaborateur de l'équipe (Ralph Nilson)
- 1962 : Le Capitaine de fer : [Qui ?] (Fedele Gentile)
- 1963 : Persée l'invincible : Galenore (Leo Anchoriz)
- 1963 : Le Retour des Titans : Pergasos  (Piero Lulli)
- 1963 : Les Derniers Jours d'Herculanum : (Pino Mattei)
- 1963 : Patrouilleur 109 : le lieutenant Reginald Evans (Michael Pate)
- 1963 : Le Téléphone rouge : le colonel Ralph Josten (Richard Anderson)
- 1963[3] : Le croque-mort s'en mêle : John F. Black (Basil Rathbone)
- 1964 : La Fureur des gladiateurs :   (Alberto Farnese)
- 1964 : Hercule contre les mercenaires : Caligula  (Charles Borromel)
- 1964 : L'Empreinte de Frankenstein : le bourgmestre (David Hutcheson)
- 1964 : L'Effroyable secret du docteur Hichcock : le professeur Bernard Hichcock (Robert Flemyng)
- 1964 : Grand méchant loup appelle : l'aumônier (Peter Forster)
- 1964 : F.B.I. contre l'œillet chinois : Pr Bexter (Corrado Annicelli)
- 1965 : La Tombe de Ligeia : Dr Vivian (Richard Vernon)
- 1965 : Le Trésor des montagnes bleues : lord Castlepool (Eddi Arent)
- 1965 : Le Masque de Fu-Manchu : Hanumon (Peter Mosbacher)
- 1965 : Fureur sur le Bosphore : le marchand de tapis (Giuseppe Fortis)
- 1966 : Batman : Alfred Pennyworth (Alan Napier)
- 1966 : Khartoum : Zobeir Pasha (Zia Mohyeddin)
- 1966 : Le Rideau déchiré : le Pr Gustav Lindt (Ludwig Donath)
- 1966 : Un mort en pleine forme : l'avocat Patience (Thorley Walters)
- 1966 : Le Carnaval des barbouzes : un professeur (Alberto Bonucci)
- 1966 : Le Gentleman de Londres : Freddy Dawson, le joueur de poker[Qui ?]
- 1967 : Le Crédo de la violence : le shérif (Stewart Lancaster)
- 1967 : Millie : Adrian Huntley (Albert Carrier (en))
- 1967 : Le Retour de Kriminal : Von Beck (Ugo Sasso)
- 1967 : Superman le Diabolique : Chandra (Eduardo Fajardo)
- 1967 : Tire encore si tu peux : le révérend Alderman (Francisco Sanz)
- 1968 : La Planète des singes : Dr Honorious (James Daly)
- 1968 : La Mafia fait la loi : Zecchinetta (Tano Cimarosa)
- 1968 : Chitty Chitty Bang Bang : Philipps (Richard Wattis)
- 1968 : Le Salaire de la haine : le juge (Eugene Walter)
- 1969 : Z : un médecin[Qui ?]
- 1969 : L'or se barre : le vicaire (David Kelly)
- 1969 : Au service secret de sa Majesté : sir Hilary Bray (George Baker)
- 1969 : Macadam Cowboy : Townsend Lott, dit « Towny » (Barnard Hughes)
- 1969 : La Bataille de la Neretva : Schröder (Demeter Bitenc)
- 1969 : Le Pont de Remagen : le général SS Gerlach (Günter Meisner)
- 1969 : L'Ordinateur en folie : le doyen Collingswood (Alan Hewitt)
- 1969 : Davey des grands chemins : Dr Gresham (Leon Collins)
- 1969 : La Légion des damnés : le lieutenant Brandt (Gérard Herter)
- 1969[4] : Le Contrat : Père Testa (Tony Brande)
- 1970 :  La Cité de la violence : (Peter Dane)
- 1970 : Tora ! Tora ! Tora ! : l'amiral Zengo Yoshida (Junya Usami)
- 1970 : De l'or pour les braves : Moriarty (Gavin McLeod)
- 1970 : L'Assaut des jeunes loups : le colonel Jannings (Tom Felleghy)
- 1970 : L'Oiseau au plumage de cristal : Alberto Ranieri (Umberto Raho)
- 1971 : Les diamants sont éternels : Ernst Stavro Blofeld (Charles Gray)
- 1971 : Le Retour de Sabata : le prêtre (Giuseppe Castellano)
- 1971 : Priez les morts, tuez les vivants : Oswald (Anthony Rock)
- 1971 : La Classe ouvrière va au paradis : un chronométreur (Ezio Marano)
- 1971 : L'Organisation : le docteur de la police (John Alvin)
- 1971 : Pigeon d'argile : Jason (Mario Alcade)
- 1971 : Le Décaméron : le peintre Giotto (Pier Paolo Pasolini)
- 1971 : Le Baron rouge : le major von Höppner (Clint Kimbrough)
- 1973 : Papillon : le commandant (Richard Angarola)
- 1973 : Un petit Indien (One Little Indian) de Bernard McEveety : le docteur (Walter Brooke)
- 1974 : Le Nouvel Amour de Coccinelle (Herbie Rides Again) de Robert Stevenson : le chauffeur de taxi italien (Vito Scotti)
- 1974 : Contre une poignée de diamants : Ilkeston (Preston Lockwood)
- 1975 : L'Odyssée du Hindenburg : Joseph Goebbels (David Mauro)
- 1975 : L'Évadé : Smitty (Dan Frazer)
- 1975 : Les Requins : Ishi (Dale Ishimoto)
- 1975 : Objectif Lotus : Thumley (Arthur Howard) et le sergent Bromley (Wensley Pithey)
- 1976 : La Rose et la Flèche : Will Scarlett (Denholm Elliott)
- 1976 : Pour pâques ou à la trinita : l'inspecteur Nelson (Jacques Herlin)
- 1976 : C'est arrivé entre midi et trois heures : Red Roxy (Donald Barry) et M. Hiram (John Holland)
- 1976 : La Vengeance aux tripes : Jesus Mendez (Santos Reyes) et le majordome de Crane (Leotis Duffie)
- 1977 : Le Parfait Tueur : le travesti (Franco Caracciolo)
- 1977 : Un risque à courir : le ministre Manga (Ken Gampu)
- 1978 : Le Cercle de fer : White Robe (Roddy McDowall)
- 1978 : L'Empire de la passion : Toichiro (Taiji Tonoyama)
- 1978 : Graffiti Party : « Shopping Cart » (Hank Warden)
- 1980 : Elephant Man : Carr Gomm (John Gielgud)
- 1980 : Fog : Père Robert Malone (Hal Holbrook)
- 1980 : Le Club des monstres : R.Chetwynd-Hayes, écrivain (John Carradine)
- 1980 : La Plage sanglante : Dr Dimitrios (Stefan Gierasch)
- 1981 : L'Arme à l'œil : Tom (Alex McCrindle)
- 1981 : Les Voisins : Pa Greavy (Tim Kazurinsky)
- 1982 : The Thing : Garry, responsable de la sécurité (Donald Moffat)
- 1983 : Le Retour de l'inspecteur Harry : le vieil homme (Tom Spratley)
- 1984 : Indiana Jones et le Temple maudit : le chef du village (Dharmadasa Kuruppu)
- 1984 : Dune : le padishah Shaddam IV (José Ferrer)
- 1985 : Le Secret de la pyramide : Le révérend Duncan Nesbitt (Donald Eccles)
- 1985 : Le Pacte Holcroft : Oberst (Richard Münch)
- 1986 : Shanghai Surprise : Ho Chong (Victor Wong)
- 1987 : Running Man : Mick (Mick Fleetwood)
- 1990 : Bons Baisers d'Hollywood : le grand-père (Conrad Bain)
- 1995 : Traque sur Internet : Reporter de WNN (Daniel Schorr)
- 1997 : La vie est belle : l'oncle Eliséo (Giustino Durano)

#### Films d'animation
- 1940 : Fantasia : Leopold Stokowski (doublage de 1986)
- 1979 : Les Fabuleuses Aventures du légendaire baron de Munchausen
- 1981 : La Belle au bois dormant : le roi Stéphane (2e doublage)
- 1981 : Métal hurlant : le sénateur
- 1982 : Dark Crystal : UrSu, le maître mystique
- 1982 : La Dernière Licorne : Mabruk
- 1986 : La Guerre des robots : Jazz
- 1988 : Oliver et Compagnie : Einstein
- 1989 : La Petite Sirène (The Little Mermaid) de John Musker et Ron Clements : Grimsby (1er doublage)
- 1990 : Les Jetson : le film : l'entraineur
- 1993 : Les Quatre Dinosaures et le Cirque magique : le professeur Mauvais-œil
- 1996 : Le Bossu de Notre-Dame : le vieil hérétique
- 1997 : Ghost in the Shell : Aramaki

### Télévision

#### Téléfilms
- 1962[5] : Le Prince et le Pauvre : Ruffler (Nigel Green)
- 1975 : La Nuit qui terrifia l'Amérique : Matlock (Clarke Gordon)

#### Séries télévisées
- 1965 :  Perdus dans l'espace : Docteur Zachary Smith (Jonathan Harris)
- 1966 :  Batman : Alfred Pennyworth (Alan Napier)
- 1973 :  La Petite Maison dans la prairie : révérend Robert Alden (Dabbs Greer) - 1re voix
- 1977 :  L'Âge de cristal : Rem (Donald Moffat)
- 1977-1981 : Soap : le major (Arthur Peterson, Jr.)
- 1994 :  Cadfael : l'abbé Heribert (Peter Copley)
- 1994-1996 : Masked Rider : le grand-père de Dex (Ralph Votrian)
- 1996 : Demain à la une : Dobbs (Josef Sommer)

#### Séries d'animation
- Jayce et les Conquérants de la lumière : Gillian
- Les Mystérieuses Cités d'or : Ménator
- Dans les Alpes avec Annette : M. Nicolas, l'instituteur
- La Bande à Picsou : Géo Trouvetou
- Nell : grand-père Trent